# 長母寺

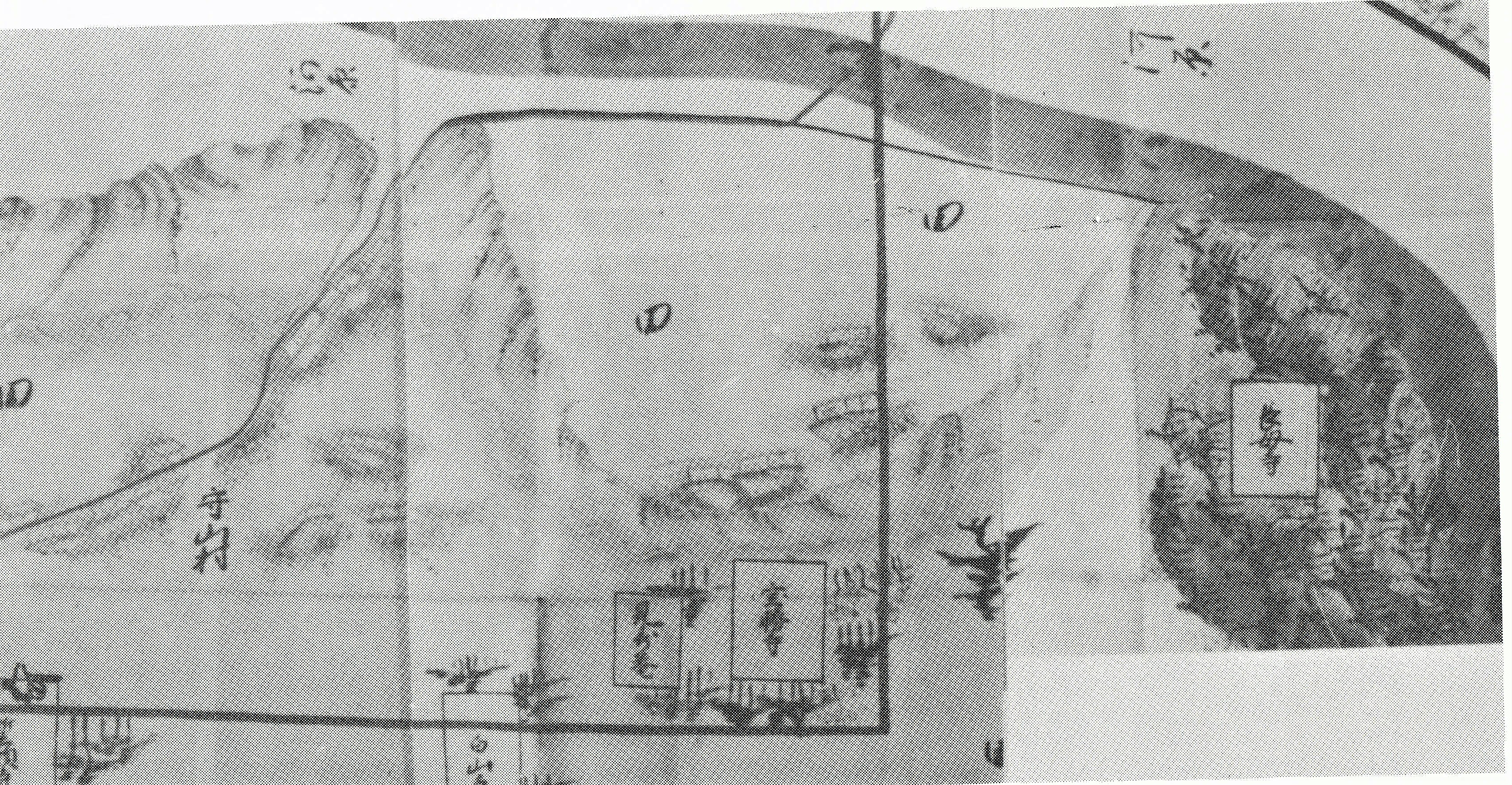
「大幸村絵図」。明和の大洪水前の周辺地域。宝勝寺と長母寺は矢田川の北岸にあった。

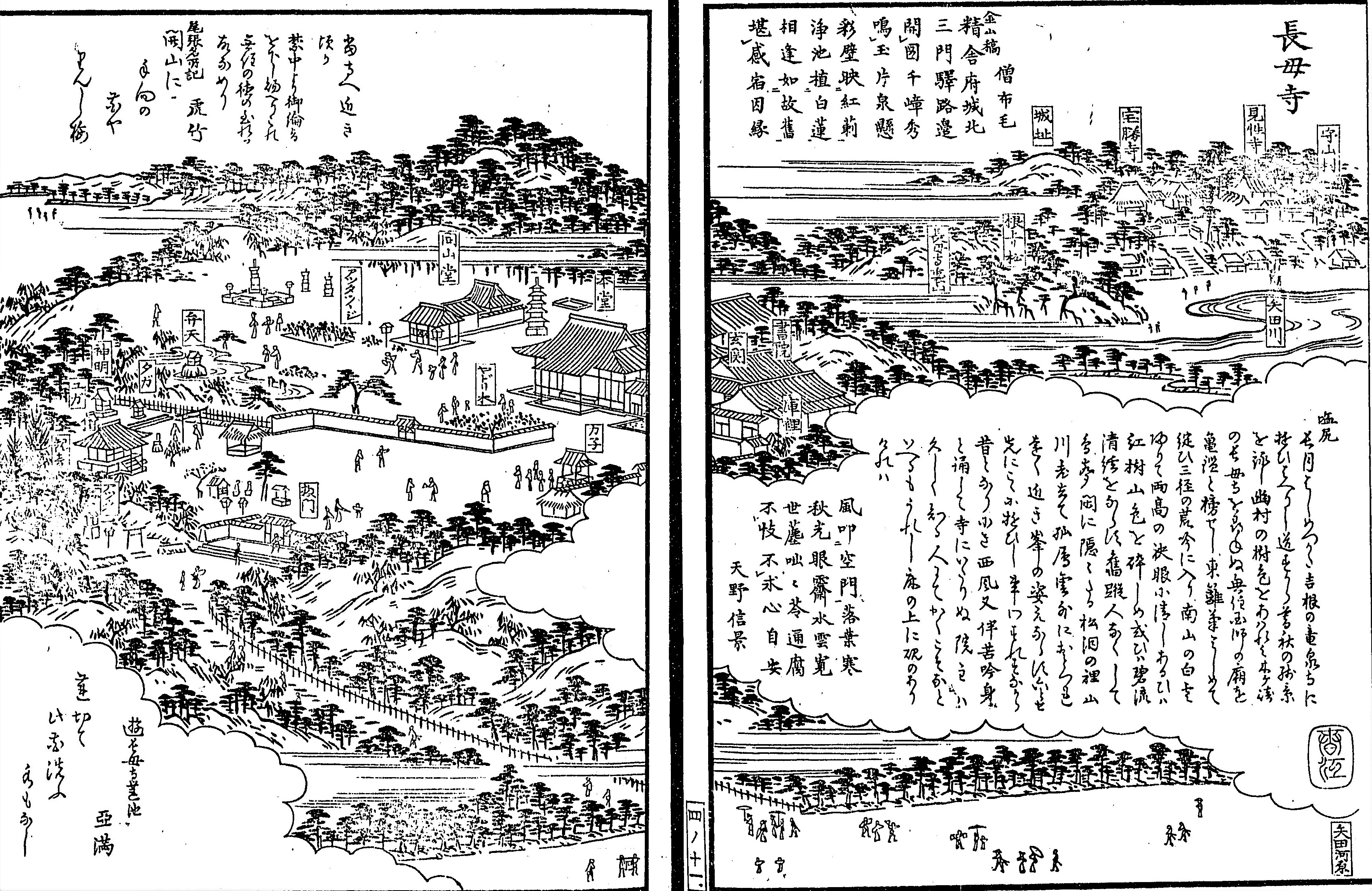
「尾張名所図会（巻四）」。明和の洪水後の周辺地域。矢田川の決壊によって長母寺は矢田川の南岸に移った。

長母寺（ちょうぼじ）は、愛知県名古屋市東区矢田3-13-71にある臨済宗東福寺派の寺院。山号は霊鷲山。本尊は阿弥陀如来。尾張萬歳の発祥地として知られる。

## 歴史

### 中世
かつてこの地は尾張国山田郡だった。治承3年（1179年）にこの地の領主であった山田重忠（山田氏）の開基により創建された。当初は天台宗に属しており亀鐘山桃尾寺と号した。
弘長3年（1263年）に無住一円が入寺して以降禅宗寺院となり、山号・寺号が現在の霊鷲山長母寺に改められ、一時末寺93ヶ寺を数えるほど隆盛した。また、無住はこの寺で『沙石集』のほか『正應年中萬歳楽』を著し、これが尾張萬歳の起源となったとされる。
中世には代々武家の帰依を得て北条氏・足利氏・織田氏などから寺領を寄進され、文禄年間（1593年 - 1596年）の太閤検地によって寺領が没収され一時衰退した時期もある。

### 近世
江戸時代前期の天和2年（1682年）、尾張藩二代目藩主徳川光友の命により、禅僧・雪渓恵恭が再興している。

#### 明和の大洪水
かつて、矢田川橋から菅田あたりは一面大きな池となっていた。矢田川は長母寺の南を流れていたため、長母寺と宝勝寺（現：守山区）とは地続きであった。明和4年（1767年）7月、大雨（明和の大洪水）による矢田川決壊に伴い、矢田川が長母寺と宝勝寺の間を押し破り、流路が変わったことで守山から切り離された。

### 近代
なお、長母寺付近を流れる矢田川は、1868年（明治元年）、1896年（明治29年）、1903年（明治36年）、1911年（明治44年）、1925年（大正14年）と、明治以降になっても度々洪水を起こしている。1891年（明治24年）10月28日の濃尾地震によって本堂が倒壊したが、1894年（明治27年）に方丈形式で本堂が再建された。絵師の蓑虫山人は晩年を長母寺で過ごし、墓所も長母寺にある。

### 現代
1999年（平成11年）11月18日には本堂、山門、庫裏が登録有形文化財に登録された。

## 文化財

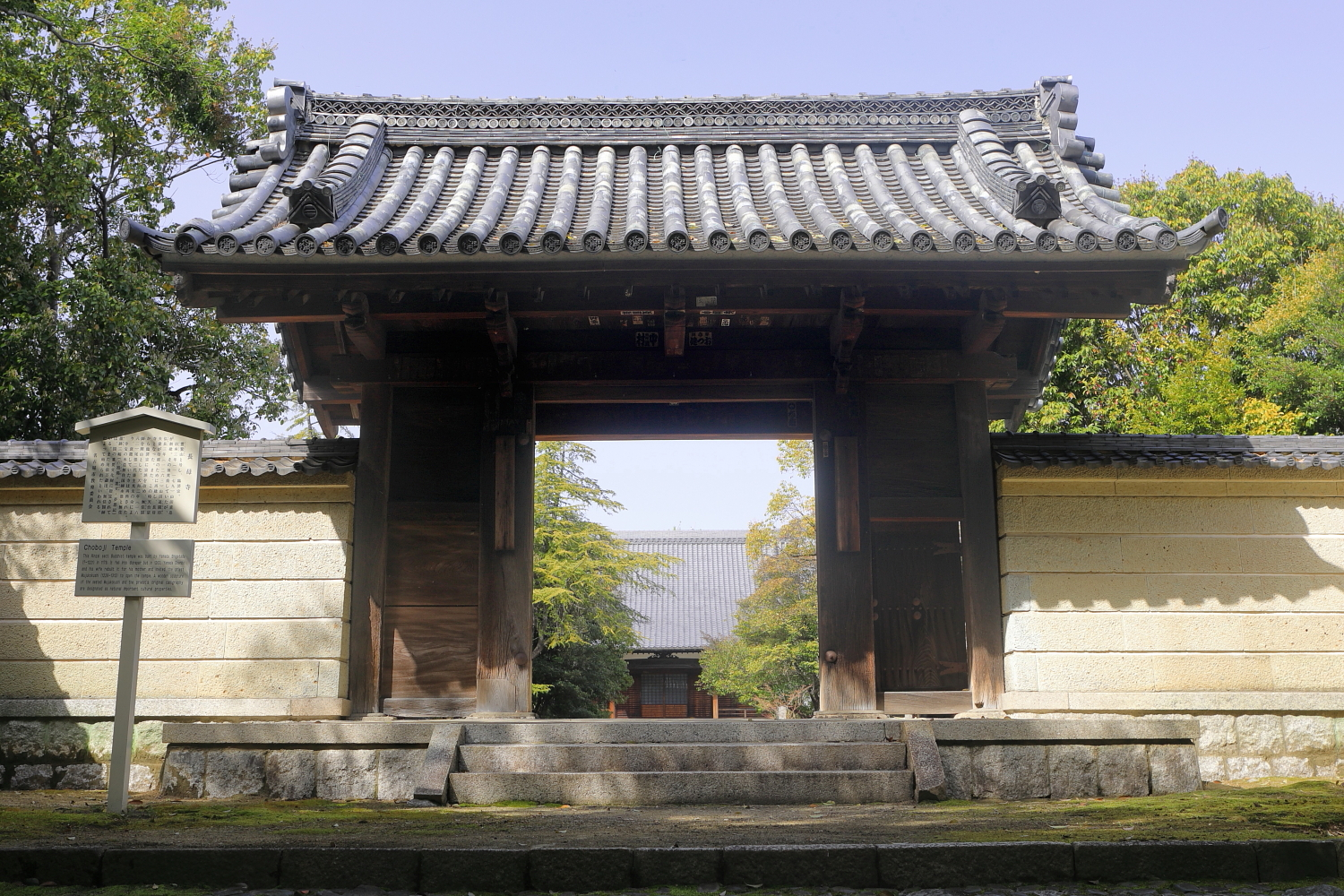
山門

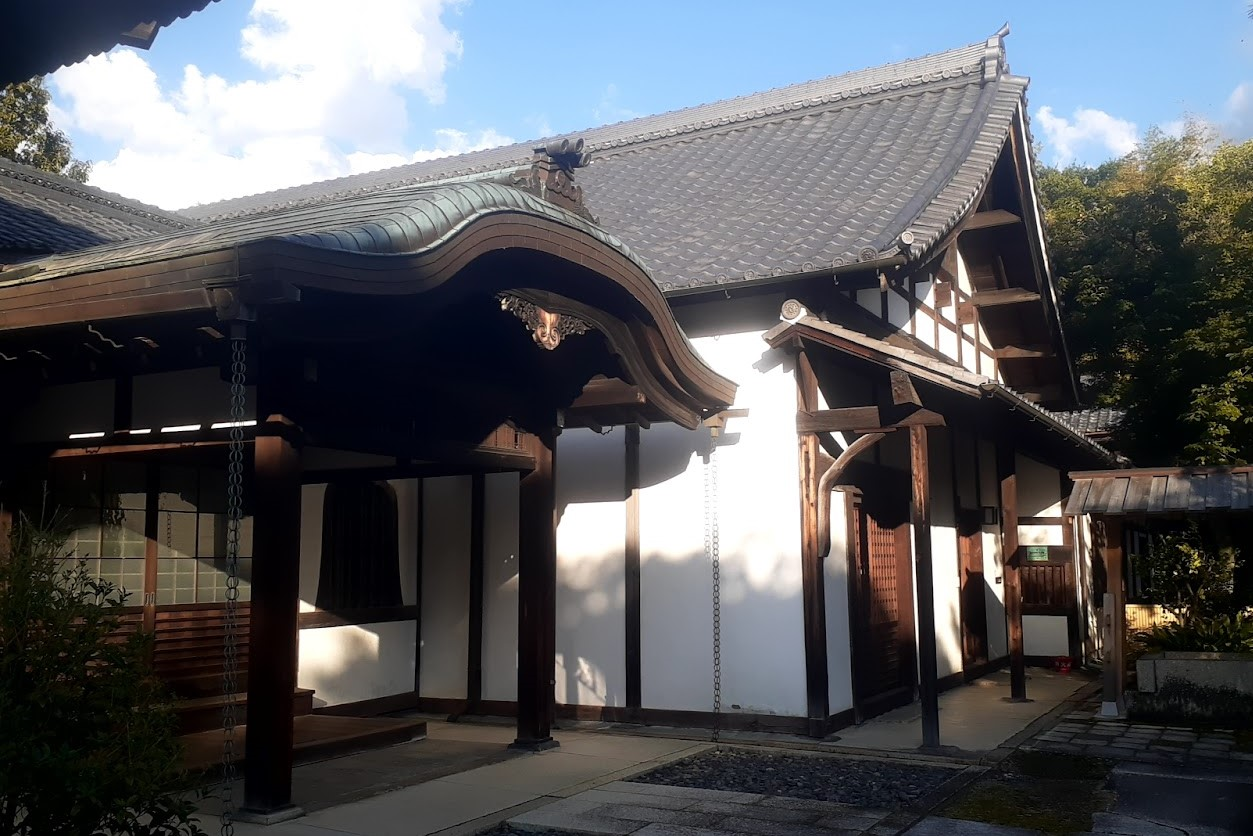
庫裏

### 重要文化財
- 木造無住和尚坐像[4]
- 無住道暁筆文書[4]
  - 六祖偈
  - 置文（嘉元三年三月七日）
  - 夢想記

### 登録有形文化財
- 本堂 - 1894年（明治27年）竣工[5][2]。木造平屋建、瓦葺[2]。
- 山門[6]。木造、瓦葺[7]。三間一戸の薬医門である[7]。
- 庫裏[8]。切妻造、妻入、桟瓦葺[9]。桁行9間、梁間5間[9]。

## 交通
- 名鉄瀬戸線矢田駅から徒歩で約5分。
- 名古屋市営地下鉄名城線・名古屋ガイドウェイバスガイドウェイバス志段味線（ゆとりーとライン）ナゴヤドーム前矢田駅から徒歩で約10分。